# Comté de Macomb
Pour les articles homonymes, voir Macomb.
Le comté de Macomb (en anglais : Macomb County) est un comté situé au sud-est de l'État du Michigan. Il est nommé en l'honneur d'Alexander Macomb, fils, un général de l'US Army. Le siège du comté est situé à Mount Clemens, tandis que sa plus grande ville est Warren. Selon le recensement de 2000, sa population est 788 149 habitants.
Basé sur la population, Macomb est le troisième comté du Michigan. Il est un des trois comtés principaux de la région Metro Detroit, avec le comté de Wayne et le comté d'Oakland.

## Géographie
Le comté a une superficie de 1 476 km², dont 1 244 km² en surfaces terrestres terre. Le lac Sainte-Claire est situé à l'est du comté.

### Comtés adjacents
- Comté de Saint Clair (nord-est)
- Comté de Lapeer (nord-ouest)
- Comté d'Oakland (ouest)
- Comté de Wayne (sud)

## Villes et villages
- Romeo, village,